# Khwlan (huyện)
Huyện Khwlan là một huyện thuộc tỉnh San`a', Yemen. Đến thời điểm năm 2003, huyện này có dân số 28925 người